# Principado Episcopal de Paderborn
```
   |-
       |
Erro:
:  
valor não especificado para "
nome_comum
"
```

O Príncipado Episcopal de Paderborn (em alemão:  Fürstbistum Paderborn foi um principado (Hochstift) do Sacro Império Romano-Germânico a partir de 1281 a 1802.

## História

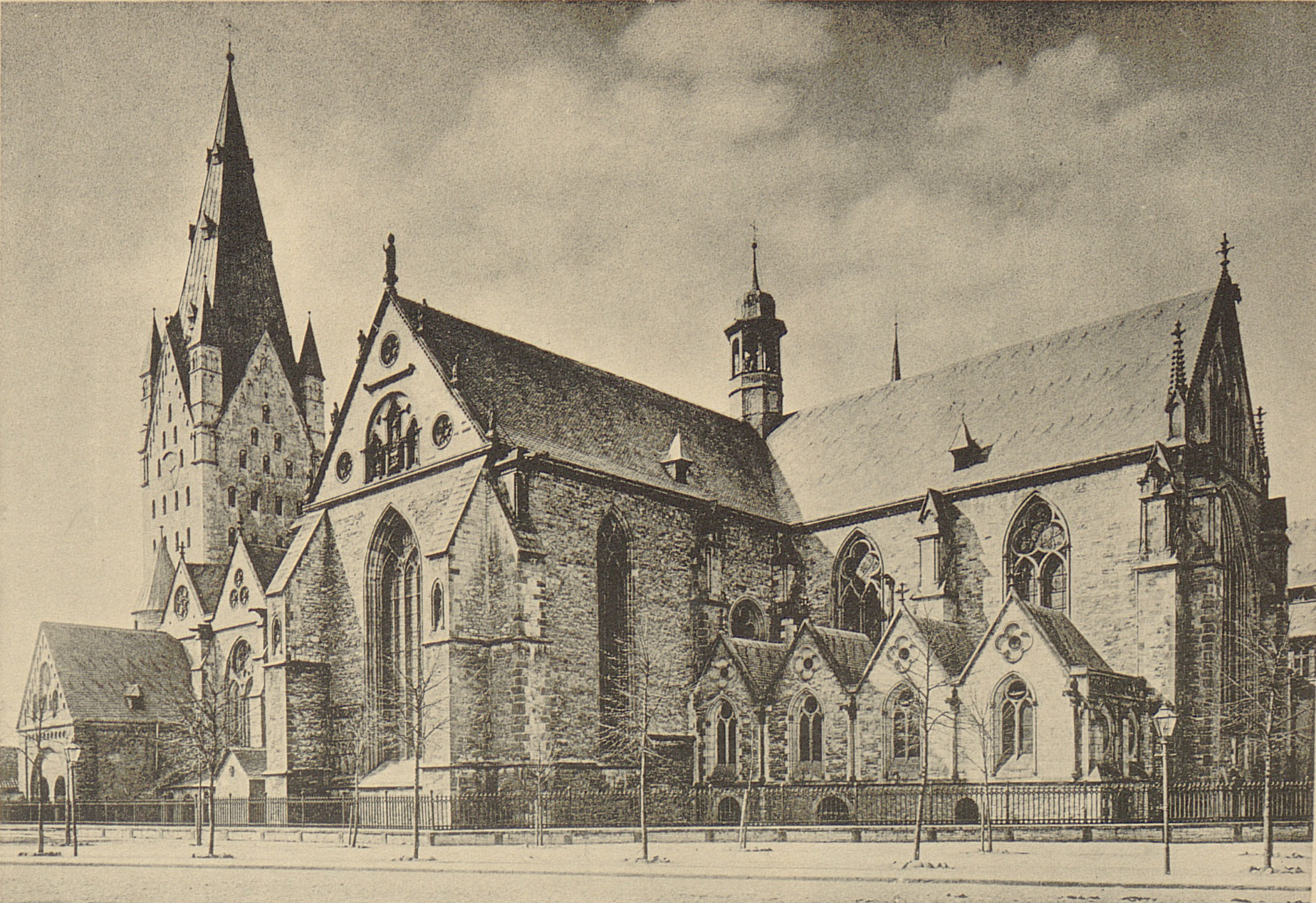
Catedral Paderborn por volta de 1891.

A Diocese de Paderborn, foi fundada em 799 pelo Papa Leão III. Nos primeiros anos ele estava subordinado ao bispo de Würzburg. Desde 855 o clero tinha o direito de eleger o bispo. A diocese incluía a maior parte de Lippe, Waldeck, e quase a metade do Condado de Ravensberg.
Em 1180, quando o Ducado da Saxônia deixou de existir, os direitos que o antigo ducado tinha exercido sobre Paderborn foram transferidos para o Arcebispado-Eleitorado de Colônia. As reivindicações dos arcebispos de Colônia, foram assentadas no século XIII, quase totalmente a favor de Paderborn. Sob Bernhard II de Ibbenbüren (1198-1204) o bailiado sobre a diocese, que desde meados do século XI, foi realizada como um feudo por Conta de Arnsberg, voltou para os bispos. Este foi um importante avanço no desenvolvimento dos bispos como um governante secular em suas temporalidades, formando um Hochstift de imediatidade imperial desde então. A partir deste momento, os bispos não conceder o bailiwick como um feudo, mas consegui-la, e tinha-se representados no governo por um de seus clérigos. Contenderam com sucesso para obter o bailiwicks sobre as abadias e mosteiros situados em sua diocese.
O bispo Otto von Rietberg teve de lidar com oportunidades de hotéis de Colónia; em 1281, quando apenas um bispo-eleito, ele recebeu as insígnias de Rodolfo de Habsburgo, e o pleno poder judiciário (exceto penal magistratura). Após a derrota da Colónia, arco do bispo na Batalha de Worringen 1288 os bispos de Paderborn, tornou-se cada vez mais soberanos, embora não em toda a sua diocese. Bernhard V de Lippe (1321-41) estabeleceu um primeiro territorial constituição ("Privilegium Bernhardi"). No entanto, ele teve que reconhecer a cidade de Paderborn, tão livre de sua supremacia judicial. Heinrich III Spiegel zum Desenberg (1361-80), também o Abade de Corvey, deixou suas funções espirituais para uma sufragâneo; em 1371 ele reconstruiu o Burg Neuhaus, em Paderborn. Simon II, Conde de Sternberg (1380-89), envolveu o bispado em lutas com a nobreza, que depois de sua morte devastou o país. Wilhelm Heinrich van Berg, eleito 1399, procurou remediar os males que tivessem insinuado durante o precede feudos, mas quando, em 1414, ele próprio interessado na vaga, no Arcebispado de Colônia, a sala do capítulo da catedral, na sua ausência, escolheu Dietrich III de Moers (1415-63). As guerras de Dietrich, também Arcebispo de Colônia, trouxe pesadas dívidas ao bispado; durante os feudos do bispo com a cidade de Soest (1444-49) Paderborn, que foi devastada.
Sob Eric, Duque de Brunswick-Grubenhagen (1502-32), a Reforma Protestante obteve um ponto de apoio na diocese, embora o bispo se manteve fiel à Igreja. Hermann von Wied (1532-47), também Arcebispo de Colônia, procurou introduzir o novo ensino, em Paderborn, bem como oportunidades de hotéis de Colónia, mas ele foi contestado por todas as classes. O condado de Lippe, de Waldeck e Pyrmont, a parte da diocese, no Condado de Ravensberg, e a maioria das freguesias da margem direita do Weser se tornou Protestante.
Henrique IV, Duque de Saxe-Lauenburg (1577-85) era luterano; ele permitiu a adoção da Confissão de Augsburgo por seus súditos. Na cidade de Paderborn, apenas a catedral e o Mosteiro de Abdinghof manteve-se fiel. Para guardar a causa Católica, a sala do capítulo da catedral convocou os Jesuítas para Paderborn em 1580. Dietrich IV de Fürstenberg (1585-1618) restaurou a prática da religião Católica, construiu um ginásio para os Jesuítas, e fundou a Universidade de Paderborn, em 1614.
Durante a Mediatização Alemã em 1802, o bispado tornou-se Prussiano, a partir de 1807 até 1813 foi parte do Reino da Vestfália e, em seguida, parte da Prússia província de Westphalia.
Enquanto o bispado como um estado tinha sido permanentemente dissolvido, a Diocese Católico Romana de Paderborn, foi recriada pelo Papa Pio VII em 1821. Através da Concordata Prússiana, ela foi promovida a uma arquidiocese, em 1930; ao mesmo tempo, Paderborn perdeu seus distritos em torno de Erfurt e Heiligenstadt para a Diocese de Fulda, e duas pequenas áreas para a Arquidiocese de Colónia. As dioceses de Fulda e Hildesheim eram subordinados a ela.
Quando a Diocese de Essen foi criada em 1958, Paderborn perdeu uma parcela significativa do seu distrito. Em 1994 Paderborn perdeu parte de seu distrito localizado na antiga Alemanha Oriental para a recém-criada Diocese de Magdeburg. Tanto Magdeburg e a Diocese de Erfurt, foram subordinados a Paderborn. Ao mesmo tempo, Hildesheim, foi subordinada à Arquidiocese de Hamburgo.
Na década de 1990, o conflito entre a Arquidiocese e o renegado sacerdote Eugen Drewermann fez manchetes.
O atual arcebispo é Hans-Josef Becker.

## Príncipes-bispos

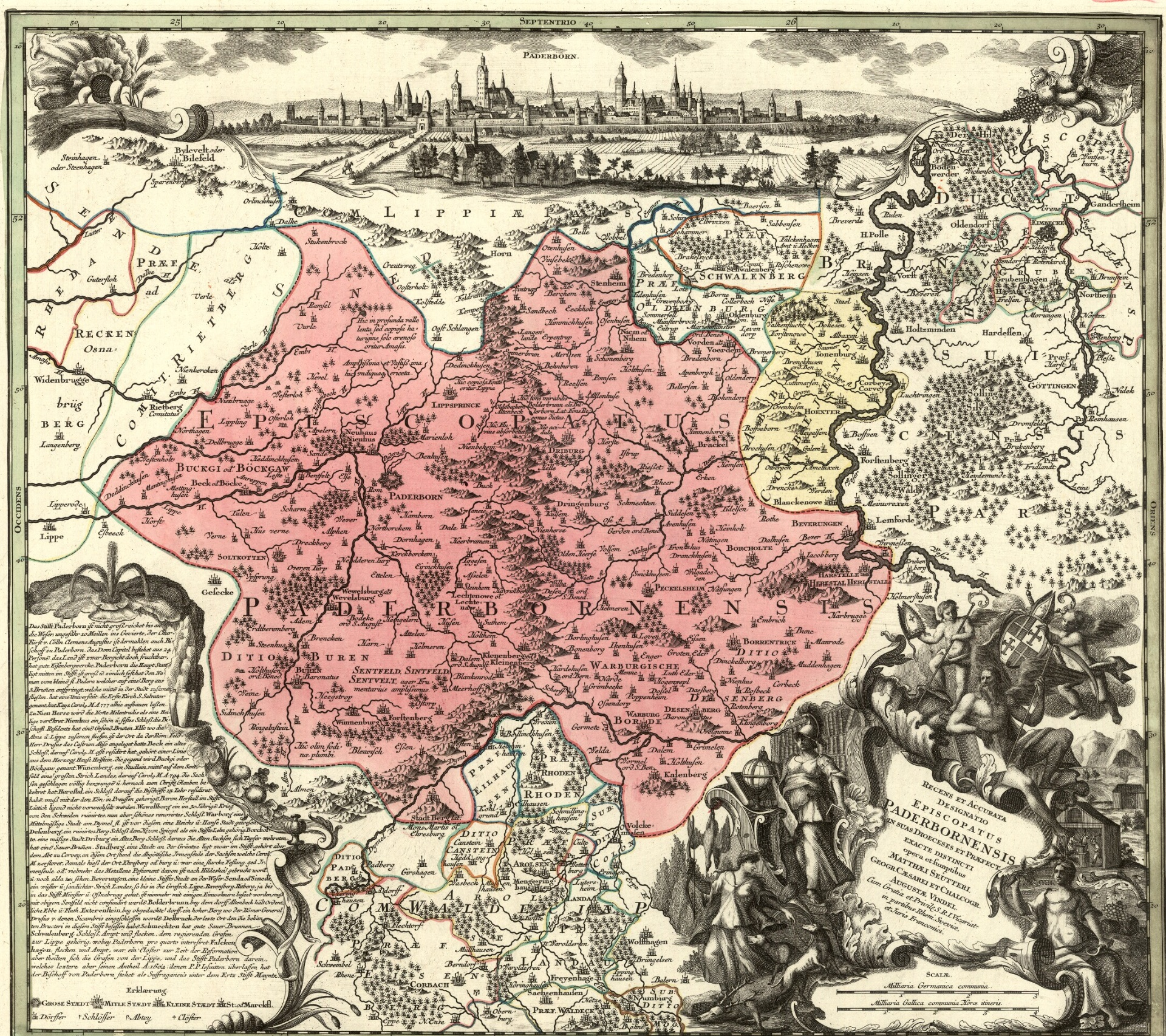
Matthäus Seutter: Mapa do Bispado, 1750

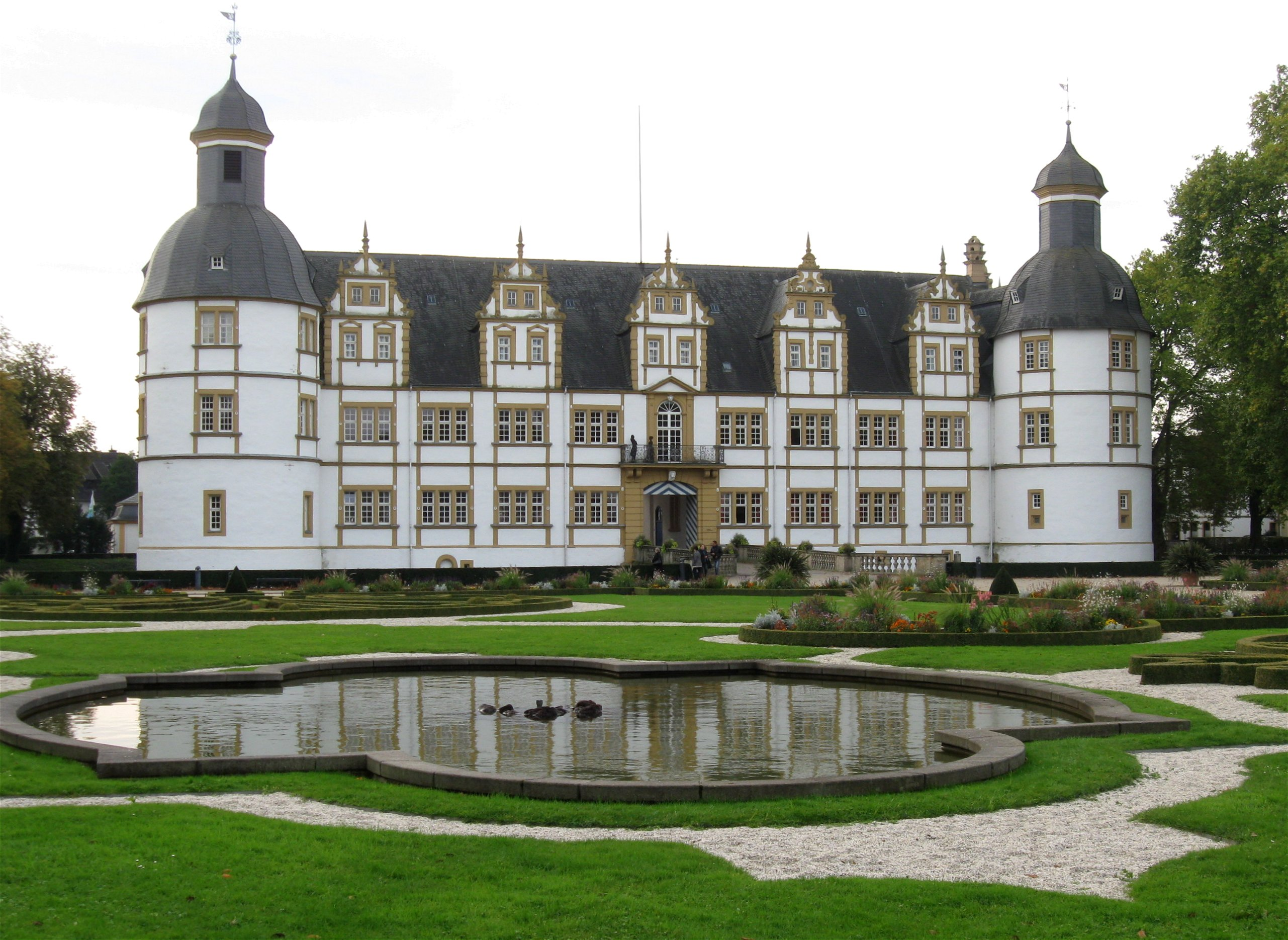
Castelo Neuhaus, Paderborn, a residência dos príncipes-bispos

- Bernhard V, Lord of Lippe (1321–41)
- Baldwin of Steinfurt (1341–61)
- Henry III of Spiegel zum Desenberg OSB (1361–80; also abbot of Corvey)
- Simon II of Sternberg (1380–89)
- Rupert of Berg (1389–94; also bishop of Passau)
- John I of Hoya (1394–99;l subsequently bishop of Hildesheim)
- Bertrando d'Arvazzano (1399–1401)
- William I of Berg (1400–14; subsequently Count of Ravensberg)
- Dietrich III of Moers (1414–63; also Elector of Cologne)
- Simon III of Lippe (1463–98)
- Herman I of Hesse (1498–1508; also Elector of Cologne)
- Eric of Brunswick-Grubenhagen (1508–32; also bishop of Osnabrück and, briefly, of Münster)
- Hermann of Wied (1532–47; also Elector of Cologne)
- Rembert of Kerssenbrock (1547–68)
- John II of Hoya (1568–74; also bishop of Osnabrück and Münster)
- Salentin of Isenburg (1574–77; also Elector of Cologne, subsequently Count of Isenburg-Grenzau)
- Henry IV of Saxe-Lauenburg (1577–85; Protestant, also archbishop of Bremen and bishop of Osnabrück)
- Dietrich IV of Fürstenberg (1585–1618)
- Ferdinand I of Bavaria (1618–50; also Elector of Cologne, Provost of Berchtesgaden and bishop of Hildesheim, Freising, Liège and Münster)
- Dietrich Adolf of Recke (1650–61)
- Ferdinand II of Fürstenberg (1661–83; also prince-bishop of Münster)
- Hermann Werner von Wolff-Metternich zur Gracht (1683–1704)
- Franz Arnold von Wolff-Metternich zur Gracht (1704–18; also bishop of Münster)
- Clemens August of Bavaria (1719–61; also Elector of Cologne, provost of Altötting, bishop of Regensburg, Hildesheim, Münster and Osnabrück, and Grand Master of the Teutonic Knights)
- William Anton of Asseburg (1763–82)
- Frederick William of Westphalia (1782–89; also bishop of Hildesheim)
- Franz Egon von Fürstenberg (1789–1825)